# Carbolfucsina
La carbolfucsina è una miscela di fenolo e fucsina basica di color magenta utilizzata nelle tecniche di colorazione batterica. È comunemente usata nella colorazione dei micobatteri in quanto presenta un'affinità per gli acidi micolici presenti nelle loro membrane cellulari.
È uno dei componenti della colorazione di Ziehl-Neelsen, una colorazione differenziale. La carbolfucsina è usata anche come colorante primario per individuare batteri acido-resistenti perché è più solubile nei lipidi della parete cellulare rispetto alla soluzione idroalcolica acida. Se i batteri sono acido-resistenti, essi manterranno l'iniziale colorazione rossa (su sfondo blu dovuto al blu di metilene, l'altro colorante utilizzato in questa tecnica) perché sono capaci di resistere alla decolorazione a opera della soluzione alcolica acida (0,4-1% HCl in 70% EtOH).
La carbolfucsina è anche utilizzata come antisettico topico ed è contenuta nella tintura di Castellani.
Il suo numero CAS è 4197-24-4.